# 篠崎靖男
篠崎 靖男（しのざき やすお、1968年2月19日 - ）は、京都府京都市生まれ、滋賀県大津市育ちの指揮者。川崎市在住(2022年7月時点)。

## 人物
桐朋学園大学にて､指揮を山本七雄、飯守泰次郎、声楽を木村俊光に師事。同研究科修了後、『フィガロの結婚』でオペラデビュー。1993年、アントニオ・ペドロッティ国際指揮者コンクールにて最高位を受賞。その後、シエナ・キジアーナ音楽院でイリヤ・ムーシン、チョン・ミュンフンに、ウィーン国立音楽大学でレオポルド・ハーガーに、タングルウッド音楽センターで小澤征爾、ベルナルト・ハイティンクに学び研鑽を積んだ。
1998年、東京シティ・フィルハーモニック管弦楽団定期演奏会で日本デビュー。「押し出しのある熱気を持つ棒」（音楽現代）と評される。2000年、第2回シベリウス国際指揮者コンクールおいて第2位受賞。ファイナルの模様はフィンランド国内にテレビ中継され、共演したヘルシンキ・フィルハーモニー管弦楽団からは絶大な支持を受け、現在も毎年定期演奏会に迎えられている。
2001年より、ロサンジェルス・フィルハーモニックのアシスタント・コンダクターに就任。40回以上のコンサートにおいて、古典派から現代音楽の世界初演まで幅広いレパートリーを手がけ、在任中の2002年には客演指揮者のキャンセルにより、急遽代役として定期演奏会にデビュー。その成功が大きな話題となり、ロス・アンジェルス・ウイークリー紙の2002年音楽賞「傑出したクラシカルアーティスト部門」にノミネートされた。2004年に任期を終えるまでの間、両者の関係は非常に密接で充実したものとなり、数多くの絶賛を博した。
これまでにサンノゼ・シリコンヴァレー交響楽団、フィンランド放送交響楽団、トゥルク・フィル、タピオラ・シンフォニエッタ、hr交響楽団等に客演。ニュルンベルク交響楽団とのベートーヴェン：交響曲第7番は、本場ドイツの聴衆からも大きな評価を得た。2004年よりロンドンに本拠地を移し、ヘルシンキ・フィルへ毎年客演するほか、ラトビア国立響、ベオグラードフィル、BBCスコティッシュ交響楽団、ボーンマス交響楽団、BBCフィル、ヴュルテンベルク・フィルの指揮台に登場している。アンドレ・ワッツ、エマニュエル・アックス、ユーリー・バシュメット、ネクサスなど著名なソリストとの共演も多い。2009年秋には、ロンドン・フィルを指揮することも決定している。
2007年1月よりフィンランド・キュミ・シンフォニエッタの首席指揮者・芸術監督に就任、「ベートーヴェンと20世紀ウィーンの作曲家」シリーズをスタートさせるなど、意欲的な活動に注目が集まっている。2008年5月には初の中国ツアーを敢行。この度、オーケストラ満場一致で、2009年からの契約更新も決定している。
2008年には、南アフリカのヨハネスブルク・フィル、クワズール・ナタール・フィルと共演、2008年、2009年に再客演が行われた。
国内では読売日本交響楽団、神奈川フィル、東京フィル、日本フィル、大阪フィル、大阪シンフォニカー、関西フィルハーモニー管弦楽団、札幌交響楽団をはじめ各地のオーケストラに登場している。
2015年9月から2018年3月まで、静岡交響楽団常任指揮者を務めた。
桂三度のファン。

## 主な入賞歴
- 1993年、「第3回アントニオ・ペドロッティ国際指揮者コンクール」（最高位）
- 2000年、「第2回シベリウス 国際指揮者コンクール」（第2位）